# Фраєнгаген (Тюрингія)
Фраєнгаген (нім. Freienhagen) — громада в Німеччині, розташована в землі Тюрингія. Входить до складу району Айхсфельд. Складова частина об'єднання громад Ганштайн-Рустеберг.
Площа — 4,10 км2. Населення становить 287 ос. (станом на 31 грудня 2021).

## Галерея

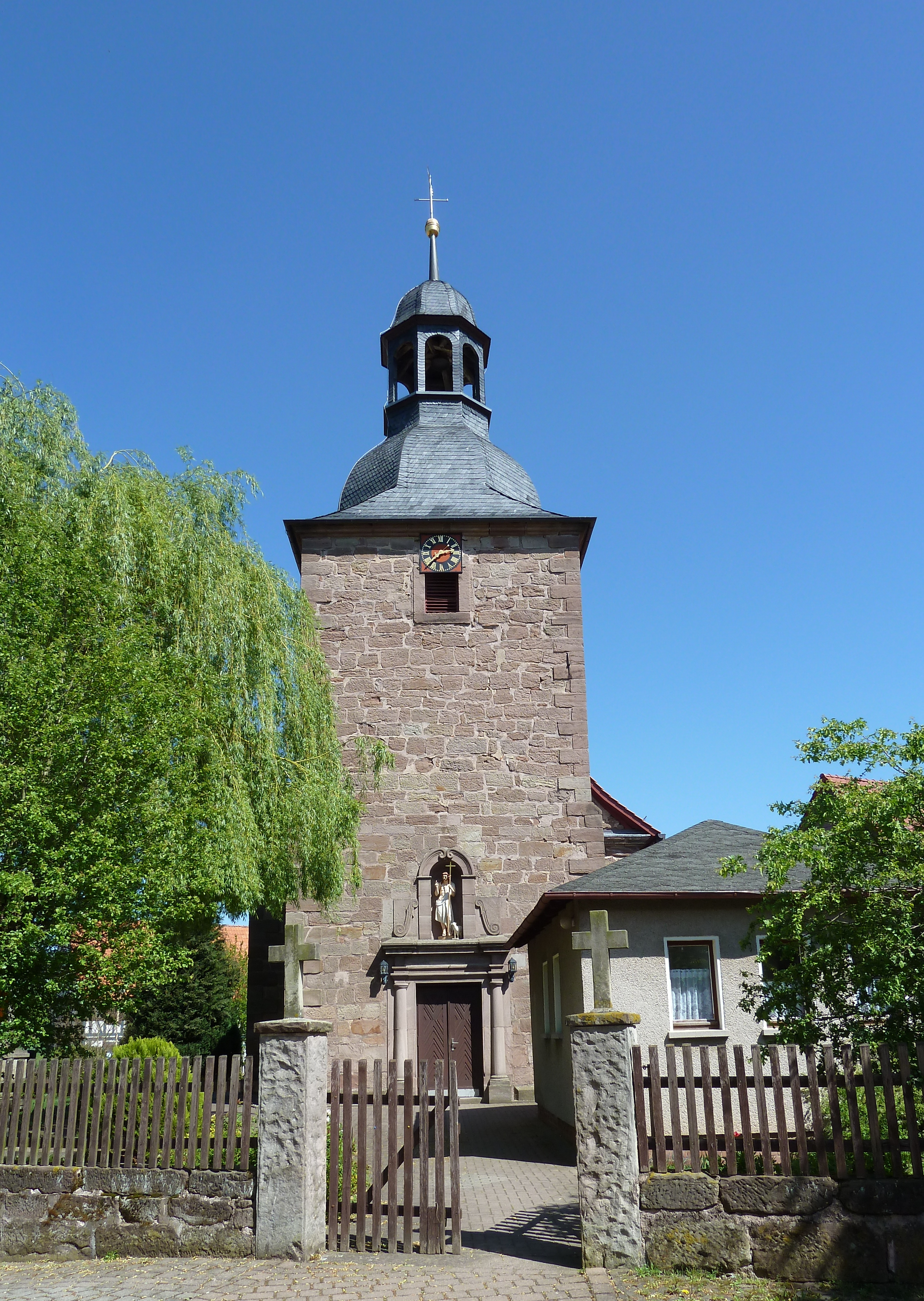
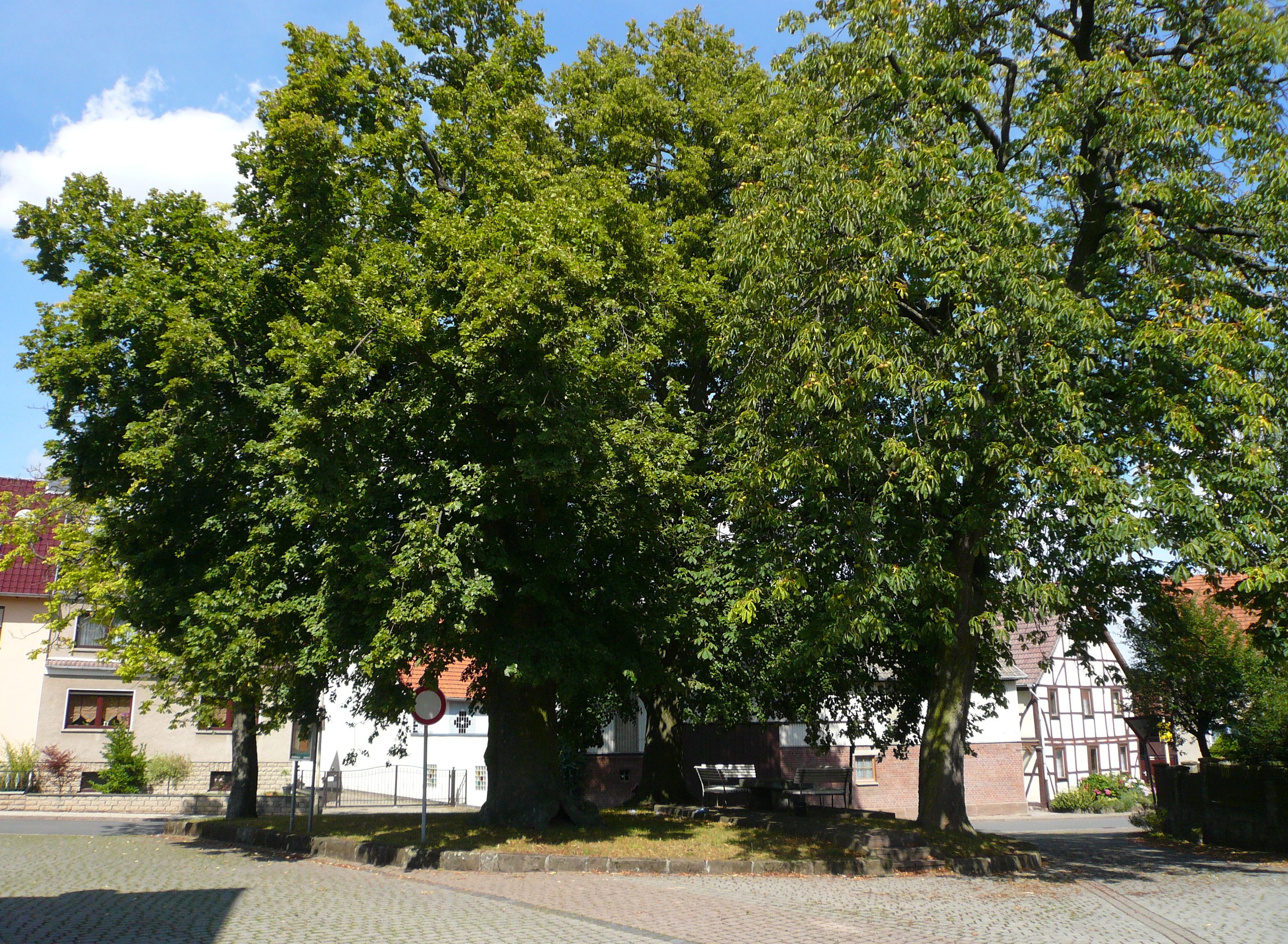